# Lijst van afleveringen van De Stratemakeropzeeshow
Hieronder staat een lijst van afleveringen van De Stratemakeropzeeshow.
| Nr.                        | Titel aflevering         | Uitzending               | Liedjes |
| Seizoen 1A (najaar 1972)   | Seizoen 1A (najaar 1972) | Seizoen 1A (najaar 1972) | Seizoen 1A (najaar 1972) |
| -------------------------- | ------------------------ | ------------------------ | --- |
| 1                          | Lui                      | 3 oktober 1972           | 's Morgens (tekst: Karel Eykman) En alle hengelaars die zitten voor Jan Nul (tekst: Willem Wilmink)                            |
| 2                          | Dom                      | 10 oktober 1972          | Het reuzenlied (tekst: Willem Wilmink)                                                                                         |
| 3                          | Poep en pies             | 17 oktober 1972          | Poep-en-pies-menuet (tekst: Hans Dorrestijn) Dat overkomt iedereen wel (tekst: Willem Wilmink)                                 |
| 4                          | Verlegen                 | 24 oktober 1972          | Onze Jan (tekst: Joost Prinsen) Tongetje verloren (tekst: Karel Eykman)                                                        |
| 5                          | Boos                     | 31 oktober 1972          | Het driftige kind (tekst: Willem Wilmink)                                                                                      |
| 6                          | Eten en drinken          | 7 november 1972          | Jongens, eet nou door! (tekst: Willem Wilmink) Warm eten (tekst: Hans Dorrestijn)                                              |
| 7                          | Stout                    | 14 november 1972         | De jongen die om Sinterklaas lachte (tekst: Willem Wilmink)                                                                    |
| 8                          | Liegen                   | 21 november 1972         | De meester heeft mij bedrogen (tekst: Karel Eykman) Je bent een liegbeest (tekst: Hans Dorrestijn)                             |
| 9                          | Bang                     | 28 november 1972         | Bedplassen (tekst: Hans Dorrestijn) Over de dood (tekst: Willem Wilmink)                                                       |
| 10                         | Lief                     | 5 december 1972          | Ik ga met Marjanneke (tekst: Karel Eykman)                                                                                     |
| 11                         | Verdriet                 | 12 december 1972         | Heremejee, ik heb een 2 (tekst: Willem Wilmink) Vandaag niet (tekst: Hans Dorrestijn)                                          |
| 12                         | Jaloers                  | 19 december 1972         | Ik ben jaloers (tekst: Karel Eykman) Mijn kleine broertje (tekst: Willem Wilmink)                                              |
| 13                         | Spelen                   | 26 december 1972         | Tegelliedje (tekst: Willem Wilmink) Afscheidsliedje van de Straat (tekst: Karel Eykman)                                        |
| Seizoen 1B (voorjaar 1973) |                          |                          | |
| 14                         | Mooi en lelijk           | 8 mei 1973               | Meisjeskamer (tekst: Karel Eykman) Mooie dingen (tekst: Willem Wilmink)                                                        |
| 15                         | Dromen                   | 15 mei 1973              | Te wakker om te slapen (tekst: Karel Eykman) Klaas Vaak (tekst: Willem Wilmink)                                                |
| 16                         | Geld                     | 22 mei 1973              | Roversliedje (tekst: Willem Wilmink) Zakgeld (tekst: Karel Eykman)                                                             |
| 17                         | Ooms en tantes           | 29 mei 1973              | Oom Jan (tekst: Willem Wilmink) Mijn oom is dood (tekst: Karel Eykman)                                                         |
| 18                         | Ziek                     | 5 juni 1973              | Griep (tekst: Hans Dorrestijn) In het ziekenhuis (tekst: Karel Eykman)                                                         |
| 19                         | Regels                   | 12 juni 1973             | De regels van het spel (tekst: Karel Eykman) Te laat voor het eten (tekst: Hans Dorrestijn)                                    |
| 20                         | Jarig                    | 19 juni 1973             | Jarig zijn is heerlijk (tekst: Hans Dorrestijn) De volgende dag (tekst: Karel Eykman)                                          |
| 21                         | Vakantie                 | 26 juni 1973             | Naar Frankrijk (tekst: Willem Wilmink) De laatste schooldag (tekst: Hans Dorrestijn en Willem Wilmink)                         |
| Seizoen 2 (najaar 1973)    |                          |                          | |
| 22                         | Later                    | 11 september 1973        | Later als ik groot ben (tekst: Hans Dorrestijn) Later (tekst: Willem Wilmink)                                                  |
| 23                         | Groot en klein           | 18 september 1973        | Grote mensen zien graag klein (tekst: Hans Dorrestijn) De kleinste jongen en het langste meisje (tekst: Karel Eykman)          |
| 24                         | Lachen                   | 25 september 1973        | Lach je krom (tekst: Hans Dorrestijn)                                                                                          |
| 25                         | Beleefd                  | 2 oktober 1973           | De beleefdheid in acht (tekst: Hans Dorrestijn) En dat zou beleefd zijn? (tekst: Karel Eykman)                                 |
| 26                         | Vaders en moeders        | 9 oktober 1973           | Gescheiden ouders (tekst: Karel Eykman) Liedje voor Michiel (tekst: Willem Wilmink) Vondeling (tekst: Hans Dorrestijn)         |
| 27                         | Slordig en netjes        | 16 oktober 1973          | De Kakkietrap (tekst: Hans Dorrestijn en Jan Riem) Zich vervelen (tekst: Karel Eykman)                                         |
| 28                         | Ruzie                    | 23 oktober 1973          | Nooit waar de kinderen bij zijn (tekst: Karel Eykman) Ruzie (tekst: Hans Dorrestijn)                                           |
| 29                         | Eenzaam                  | 30 oktober 1973          | Lekker in mijn eentje (tekst: Willem Wilmink) De eenzame kojboj (tekst: Karel Eykman)                                          |
| 30                         | Vrienden                 | 6 november 1973          | Mijn vriendje (tekst: Willem Wilmink) Een vriendje (tekst: Hans Dorrestijn)                                                    |
| 31                         | Dieren                   | 13 november 1973         | Dierentuin (tekst: Willem Wilmink) De poes moet geholpen (tekst: Karel Eykman) Hondedrollen (tekst: Willem Wilmink)            |
| 32                         | Eer en roem              | 20 november 1973         | Rijk en beroemd (tekst: Hans Dorrestijn) Voetbalverdriet (tekst: Willem Wilmink)                                               |
| 33                         | Geheim                   | 27 november 1973         | Buurmeisje (tekst: Willem Wilmink) Geheime klup (tekst: Hans Dorrestijn)                                                       |
| 34                         | Opscheppen               | 4 december 1973          | Wijze raad (tekst: Karel Eykman) Een opschepper (tekst: Willem Wilmink)                                                        |
| 35                         | Dood                     | 11 december 1973         | Lekker doodgaan (tekst: Hans Dorrestijn) Danse macabre (tekst: Karel Eykman)                                                   |
| 36                         | Gebrek                   | 11 december 1973         | Gehandicapt kind (tekst: Karel Eykman) Klein gebrek (tekst: Hans Dorrestijn)                                                   |
| 37                         | Zon- en feestdagen       | 25 december 1973         | Kerstfeest van de drie wijzen (tekst: Karel Eykman) Zondag (tekst: Hans Dorrestijn)                                            |
| Seizoen 3 (najaar 1974)    |                          |                          | |
| 38                         | Oud en nieuw             | 3 september 1974         | Ruim je kamer op (tekst: Karel Eykman) Oude huizen (tekst: Willem Wilmink)                                                     |
| 39                         | Humeur                   | 10 september 1974        | Ochtendhumeur (tekst: Hans Dorrestijn) Zwaar de pest in (tekst: Karel Eykman)                                                  |
| 40                         | Radio en TV              | 17 september 1974        | De TV dat is een wonder (tekst: Hans Dorrestijn) Joost mag het weten (tekst: Willem Wilmink)                                   |
| 41                         | Lawaai                   | 24 september 1974        | Lawaai en ander gelazer (tekst: Hans Dorrestijn) Visite uit de hemel (tekst: Willem Wilmink)                                   |
| 42                         | Eerlijk en vals          | 3 oktober 1974           | Recht voor allen (tekst: Karel Eykman) Martijn geeft een partij (tekst: Willem Wilmink)                                        |
| 43                         | School                   | 10 oktober 1974          | Rotjaar (tekst: Hans Dorrestijn) Frekie (tekst: Willem Wilmink)                                                                |
| 44                         | Zenuwachtig              | 17 oktober 1974          | Zenuwpees (tekst: Hans Dorrestijn) Bang om fouten te maken (tekst: Hans Dorrestijn)                                            |
| 45                         | Stad en dorp             | 24 oktober 1974          | Mijn stad (tekst: Karel Eykman) Buiten wonen (tekst: Hans Dorrestijn)                                                          |
| 46                         | Seks                     | 31 oktober 1974          | Geen zusje (tekst: Hans Dorrestijn) Hoogst merkwaardig (tekst: Karel Eykman)                                                   |
| 47                         | Muziek                   | 7 november 1974          | Pianospel (tekst: Willem Wilmink) Het muzikale gezin (tekst: Willem Wilmink)                                                   |
| 48                         | Gevaar                   | 14 november 1974         | Bang in het verkeer (tekst: Hans Dorrestijn) Kinderlokkers (tekst: Karel Eykman)                                               |
| 49                         | Sport                    | 21 november 1974         | Gymnastiekles (tekst: Hans Dorrestijn) Hardloopwedstrijd (tekst: Hans Dorrestijn)                                              |
| 50                         | Taal                     | 28 november 1974         | Geheimtaal (tekst: Hans Dorrestijn) Taalarmoede (tekst: Karel Eykman)                                                          |
| 51                         | Kleren                   | 5 december 1974          | Verkleedpartij (tekst: Hans Dorrestijn) Kleren kopen (tekst: Hans Dorrestijn) Prikkebeen (tekst: Willem Wilmink)               |
| 52                         | Pijn                     | 12 december 1974         | Liefdesverdriet (tekst: Hans Dorrestijn) Vader slaat (tekst: Karel Eykman)                                                     |
| 53                         | Misdaad                  | 19 december 1974         | Ballade van Kim Killroy (tekst: Karel Eykman) Slechte kinderen (tekst: Willem Wilmink)                                         |
| 54                         | Afscheid                 | 26 december 1974         | Vaarwel, koning, vaarwel (tekst: Willem Wilmink) Afscheid (tekst: Hans Dorrestijn) Mijn vriendje David (tekst: Willem Wilmink) |